# Extum
Extum ist der westlichste Stadtteil der Stadt Aurich in Ostfriesland. Er grenzt unmittelbar an die Auricher Kernstadt an und nimmt in puncto Fläche den drittletzten Rang unter den Auricher Stadtteilen ein – nur Popens und der Nachbarstadtteil Haxtum sind noch kleiner. In Bezug auf die Einwohnerzahl ist Extum einer der mittelgroßen Auricher Stadtteile. Zu Extum gehören die westlich des Ortskerns gelegenen Orte Extumer Hammrich, Extumer Gaste und Extumer Kiefmoor. Der Stadtteil wird von der Sandhorster Ehe durchflossen, die in den Ringkanal mündet, welcher schließlich zum Ems-Jade-Kanal führt. Das natürliche Fließgewässer trägt erheblich zur Entwässerung des nördlichen Auricher Stadtgebietes bei.

## Geschichte
Extum gehört zu den ältesten Siedlungsplätzen des Auricherlandes. Es war eines der sogenannten „Negen Loogen“ (hochdt.: neun Dörfer), die rund um die später entstandene Auricher Kernstadt lagen. Dabei handelt es sich neben Extum um Egels, Haxtum, Walle, Rahe, Sandhorst, Wallinghausen, Popens und Kirchdorf. Der Name geht zurück auf den Rufnamen Exte, verbunden mit -heim, aus dem im Laufe der Zeit -um wurde – wie bei vielen Orten im nordwestdeutschen Raum. Die erste urkundliche Erwähnung als Extum ließ sich gleichwohl erst 1431 finden – in einer Urkunde, die die Kirchspiele des Auricherlandes aufzählt.
In den 1820er- und 1830er-Jahren wurden die Ausbausiedlungen Extumer Hammrich, Extumer Gaste und Extumer Kiefmoor besiedelt. Erster Siedler in der Extumer Gaste (dem ostfriesischen Wort für Eschflur) war 1822 Jann Bohlen Oltmanns. Im selben Jahr ließ sich Arend Albers als erster Siedler im Extumer Kiefmoor nieder, dessen Name darauf zurückgeführt wird, dass es Streit um die Nutzungsrechte an jenem Land gab: Das mittelniederdeutsche kife (Zank, Streit; vgl. hochdt.: keifen) wird als Ursprung des Ortsnamens gesehen. Im Extumer Hammrich schließlich entstand das erste Haus 1830.
1965, noch sieben Jahre vor der niedersächsischen Gebietsreform, schlossen sich die vier damals selbstständigen Gemeinden Extum, Haxtum, Rahe und Kirchdorf zur Samtgemeinde Upstalsboom zusammen. Diese hatte sieben Jahre Bestand, danach wurden die genannten Ortsteile am 1. Juli 1972 in die Stadt Aurich eingemeindet.

## Politik

### Ortsrat

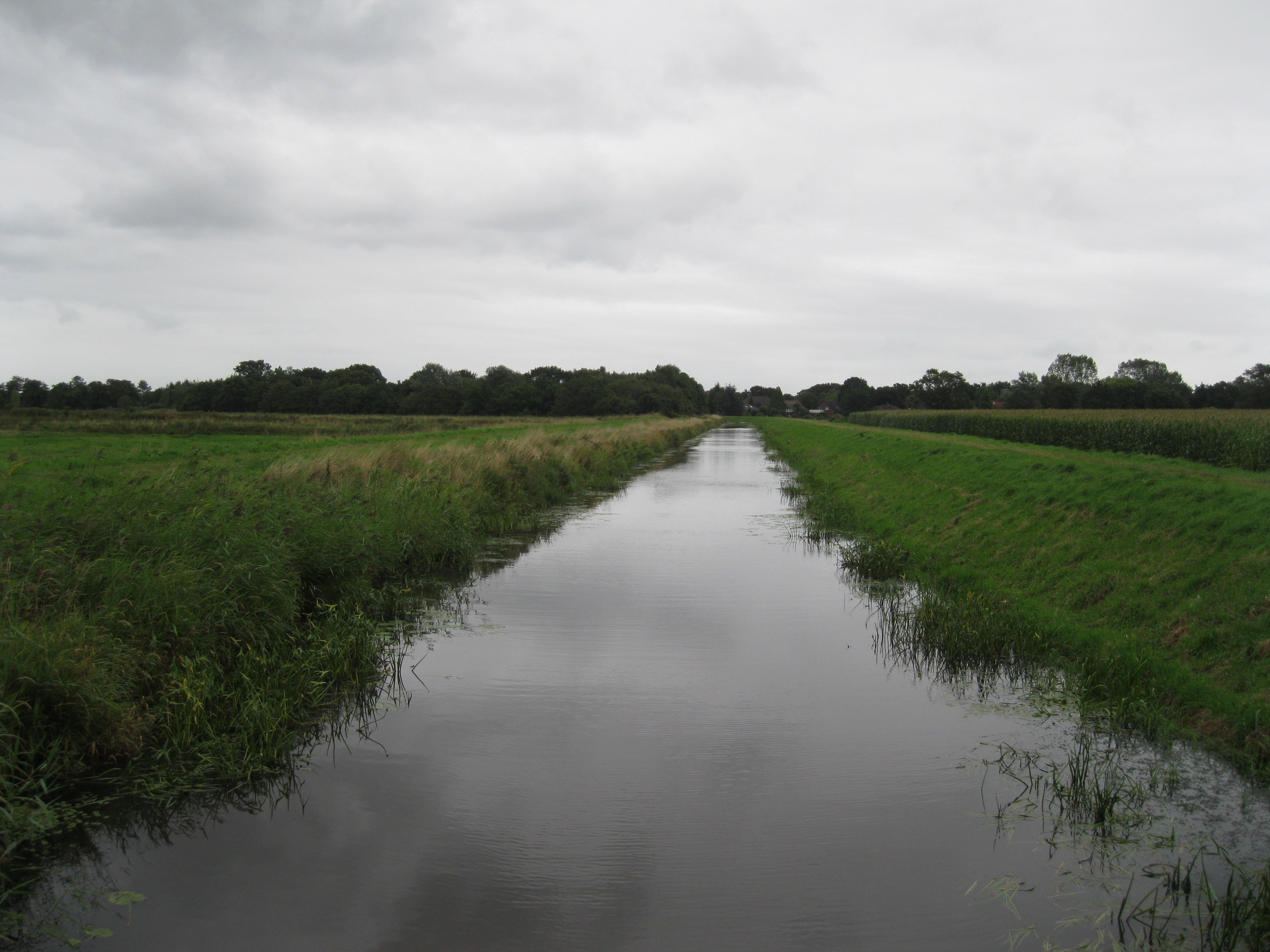
Sandhorster Ehe bei Extum

Der Ortsrat, der die Auricher Ortsteile Extum, Haxtum, Kirchdorf und Rahe gemeinsam vertritt, setzt sich aus sieben Mitgliedern zusammen. Die Ratsmitglieder werden durch eine Kommunalwahl für jeweils fünf Jahre gewählt. Die aktuelle Amtszeit begann am 1. November 2021 und endet am 31. Oktober 2026.
Bei der Kommunalwahl 2021 ergab sich folgende Sitzverteilung:
| Ortsrat 2021Insgesamt 7 Sitze - SPD: 4 - GAP: 1 - AWG: 1 - CDU: 1 |

### Ortsbürgermeisterin
Ortsbürgermeisterin ist Antje Harms (SPD).

## Wirtschaft und Infrastruktur

### Schulen
In der Gemarkung der Stadtteile Extum und Haxtum befindet sich das Schulzentrum der Kreisstadt. Größte Bildungseinrichtung ist die Integrierte Gesamtschule Aurich, mit 1800 Schülern größte Gesamtschule in Ostfriesland. Daneben befinden sich die Berufsbildenden Schulen Aurich im Schulzentrum, einer von zwei BBS-Standorten im Landkreis neben Norden. Komplettiert wird das Schulzentrum von zwei Förderschulen mit den Schwerpunkten körperliche und motorische Entwicklung sowie Lernen.

### Verkehr
Der Stadtteil wird im Norden von der B 72/B 210 durchzogen, die in diesem Bereich mit fast genau 28.000 Fahrzeugen täglich (Stand: 2007) der am stärksten belastete Abschnitt einer Bundesstraße in Ostfriesland ist. Südlich der Bundesstraße findet sich ein größeres Gewerbegebiet, in dem sich 1984 der damals neu gegründete Windkraftanlagen-Hersteller Enercon niederließ. Das Unternehmen hat an der Straße Dreekamp in jenem Gewerbegebiet noch heute seinen – inzwischen stark erweiterten – Hauptsitz, die Produktion findet gleichwohl im Industriegebiet Nord im Stadtteil Sandhorst statt. Im Gewerbegebiet finden sich ansonsten vor allem (teils großflächige) Handelsunternehmen. In den noch stets ländlich geprägten Orten Extumer Kiefmoor und Extumer Hammrich wird auch Landwirtschaft betrieben. Für Extumer Kiefmoor stellt die Kreisstraße Heuweg die Verbindung zur Bundesstraße und zur Nachbargemeinde Ihlow dar.
Der bebaute Bereich, in dem der Großteil der rund 1700 Extumer wohnt, befindet sich südlich jenes Gewerbegebietes und mithin weiter von der stark belasteten Bundesstraße entfernt. Der Rat der Stadt Aurich hat in Extum bis etwa 2007 vermehrt Baugebiete ausweisen lassen, da der zentrumsnah und relativ verkehrsgünstig gelegene Stadtteil bei vielen Bauwilligen stark nachgefragt war.